# Eduard Meyer (Orgelbauer)

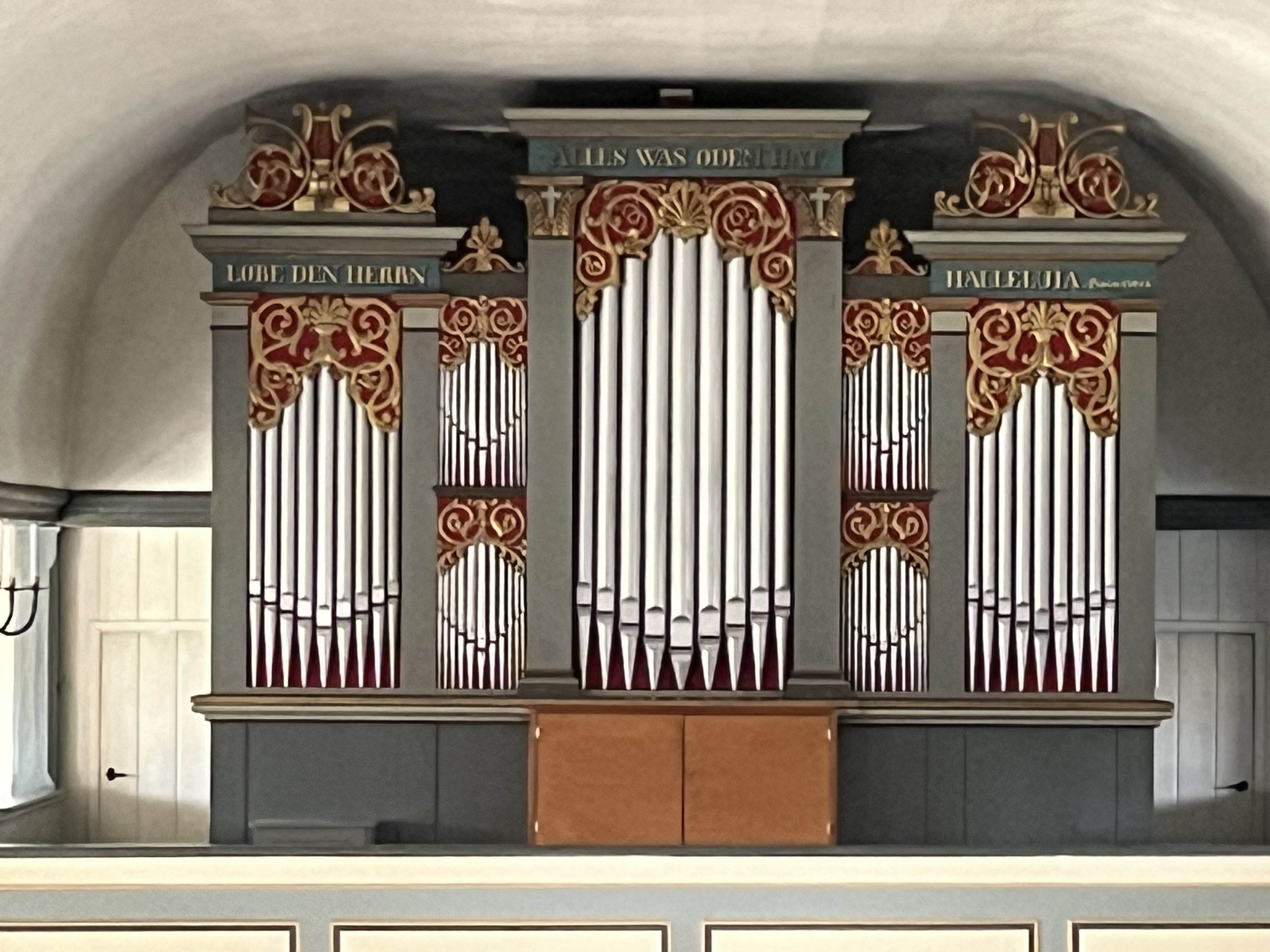
Meyer-Orgel in Siebeneichen (1847)

Eduard Meyer (* 19. Juli 1806; † 4. Dezember 1889) war ein deutscher Orgelbauer im Königreich Hannover.

## Leben
(Friedrich) Eduard Meyer wurde als Sohn des Hoforgelbauers Ernst Wilhelm Meyer und seiner Frau Christiane Meyer geb. Jochmus in dem Jahr geboren, als sein Vater sich in Hannover niederließ. Zusammen mit seinem jüngeren Bruder Carl Wilhelm (* 6. September 1808; † 5. Januar 1882) leitete er ab 1838 die väterliche Werkstatt in Hannover und teilte sich mit ihm die Aufgaben: Während Eduard für das künstlerische Konzept verantwortlich war, übernahm Carl Wilhelm die technische Planung und die Ausstattung. Eduard war der eigentliche Geschäftsnachfolger seines berühmten Vaters und nahm auch nach außen dessen Stelle ein. Stärkster Konkurrent der Meyer-Werkstatt war bis 1833 Christian Bethmann, danach Philipp Furtwängler aus Elze. Während Letzterer in großer Anzahl produzierte und stilistisch eher progressiv ausgerichtet war, baute Meyer seine frühromantischen Werke traditionell und in Kontinuität zum spätbarocken Orgelbau. 1870 musste die Werkstatt geschlossen werden, nachdem aus ihr etwa 100 Orgelneubauten hervorgegangen waren.

## Werkliste
Kursivschreibung gibt an, dass die Orgel nicht oder nur noch das historische Gehäuse erhalten ist. In der fünften Spalte bezeichnet die römische Zahl die Anzahl der Manuale und ein großes „P“ ein selbstständiges Pedal. Die arabische Zahl gibt die Anzahl der klingenden Register an. Die letzte Spalte bietet Angaben zum Erhaltungszustand oder zu Besonderheiten.
| Jahr      | Ort                     | Kirche                               | Bild | Manuale | Register | Bemerkungen |
| --------- | ----------------------- | ------------------------------------ | ---- | ------- | -------- | --- |
| 1840      | Heiligenloh             | Ev. Pfarrkirche Heiligenloh          |      | II/P    | 14       | Sieben Register erhalten |
| 1841      | Celle                   | St. Ludwig                           |      | II/P    | 31       | Zusammen mit dem Bruder Carl Wilhelm; mehrfach umgebaut, 1998 Rekonstruktion durch Martin ter Haseborg; einige Register erhalten → Orgel |
| 1837–1842 | Bergen an der Dumme     | Pauluskirche                         |      | II/P    | 16       | Nach Plänen (1837) und mithilfe seines Vaters, verzögert durch den Kirchenbrand 1840; 1917 Abgabe der Prospektpfeifen zu Rüstungszwecken; 1949 Austausch des Salicional 8′ durch Emil Hammer; 1968/69 Renovierung der Orgel und 1986 Restaurierung der beiden Pedalzungen durch Albrecht Frerichs; 1992 Restaurierung durch Martin Hillebrand; weitgehend erhalten (14 Register)                                              |
| 1842      | Jesteburg               | St. Martin                           |      | I/P     | 10       | 1978 Restaurierung durch Martin Haspelmath |
| 1843      | Drakenburg              | St. Johannis der Täufer              |      | I/P     | 10       | Unter Einbeziehung älterer Orgelteile aus St. Martin zu Nienburg (1562); Renovierung 1977; 4 Register von 1562 und 4 von Meyer erhalten, 2 Register von 1977 |
| 1843      | Hodenhagen              | St. Thomas und Maria                 |      | I/P     | 9        | 1981–1983 Restaurierung durch Martin Haspelmath |
| 1844      | Helgoland               | St. Nicolai                          |      | II/P    | 14       | 1945 zerstört. |
| 1845      | Klein Berkel            | St. Johannis                         |      | II/P    | 12       | |
| 1845      | Wustrow (Wendland)      | St. Laurentius                       |      | I/P     |          | 1915 durch Orgel der Firma P. Furtwängler & Hammer ersetzt (II/P/19); Prospekt von Meyer erhalten |
| 1847      | Siebeneichen            | St. Johannis                         |      | II/P    | 19       | Gehäuse, Windladen und ca. 75 % des Pfeifenwerkes original erhalten. Sanierung (Restaurierung) steht bevor. |
| um 1848   | Grohnde                 | Ev.-ref. Kirche                      |      | II/P    | 18       | [ 16 ] |
| 1849      | Walsrode                | Stadtkirche                          |      | II/P    | 26       | 1972–1974 Restaurierung durch Martin Haspelmath; weitgehend erhalten |
| 1849      | Celle                   | Reformierte Kirche                   |      | II/P    | 12 (14)  | Unter Einbeziehung von Registern aus dem 18. Jahrhundert; zum großen Teil erhalten |
| 1850      | Intschede               | St. Michaelis                        |      | II/P    | 16       | 1984 Restaurierung durch Martin Haspelmath, 2010 grundlegende Restaurierung durch Orgelbau Jörg Bente; weitgehend erhalten |
| 1851      | Wahrenholz              | St.-Nicolai-und-Catharinen-Kirche    |      | II/P    | 16       | umgebaut erhalten |
| 1851      | Brünnighausen           | Ev.-luth. Kirche                     |      | II/P    | 14       | [ 20 ] |
| 1850–1852 | Mellendorf              | St. Georg                            |      | II/P    | 11       | 1956 ersetzt |
| 1850–1853 | Lüneburg                | St. Johannis, große Orgel            |      | III/P   | 51       | Umdisponierung, Erweiterung des Tonumfangs, neue Klaviaturen und Windladen; sechs Register ganz und sechs teilweise von Meyer erhalten → Orgeln von St. Johannis (Lüneburg) |
| 1853      | Eldingen                | St.-Marienkirche                     |      | II/P    | 16       | Mitte des 20. Jahrhunderts einschneidende Umbauarbeiten; letzte Restaurierung 2012 durch Orgelbauwerkstatt Udo Feopentow; erhalten mit Rekonstruktionen |
| 1854      | Rehburg-Loccum          | Kloster Loccum                       |      |         |          | |
| 1854      | Rehburg                 | Friederikenkapelle                   |      | I/P     | 8        | 1979 Restaurierung durch Martin Haspelmath |
| 1854      | Handorf                 | St. Marien                           |      | II/P    | 19       | 1954 klangliche Umgestaltung etlicher Register durch Alfred Führer; 1987/88 Restaurierung auf den ursprünglichen Zustand durch dieselbe Firma; weitgehend erhalten |
| 1856      | Barskamp                | St.-Vitus-Kirche                     |      | II/P    | 17       | Zum großen Teil erhalten |
| 1855–1856 | Hannover                | Marktkirche                          |      | III/P   | 46       | Unter Einbeziehung älterer Register, u. a. von Christian Vater, 1943/44 zerstört |
| 1856      | Predöhl (Lemgow)        | Hohe Kirche                          |      | II/P    | 17       | Bis auf zwei Register original erhalten |
| 1856–1857 | Drennhausen             | Marienkirche                         |      | II/P    | 16       | Vollständig erhalten |
| 1857      | Husum (bei Nienburg)    | Ev.-luth. Jacobi-Kirche              |      | II/P    | 15       | Am 5. Juni 1856 Gutachten zu Meyers Kostenvoranschlag durch den Hoforganisten Enckhausen in Hannover, der Verbesserungen forderte; 2000 Überarbeitung durch Jörg Bente |
| 1858      | Eddesse                 | St. Bernward                         |      | I/P     | 10       | 1959 ersetzt, aber 4 Register in Neubau übernommen |
| 1859      | Wunstorf                | St. Cosmas und Damian                |      | III/P   | 37       | Größte erhaltene Meyer-Orgel; 1939/1940 eingreifende Umdisponierung durch die Firma Emil Hammer Orgelbau; zum großen Teil erhalten, 22 Register original und zwei weitere in Teilen erhalten → Orgel |
| 1860      | Wennigsen (Deister)     | Kloster Wennigsen, Klosterkirche     |      |         |          | |
| 1861      | Marienwerder (Hannover) | Kloster Marienwerder, Klosterkirche  |      |         |          | |
| 1861      | Odagsen                 | St. Pankratius                       |      | II/P    | 15       | Erhalten |
| 1863      | Sievershausen (Lehrte)  | St. Martin                           |      | II/P    |          | Unter Verwendung eines Gehäuses von 1800; 1905 und 1939 umgebaut |
| 1864      | Müden (Örtze)           | St. Laurentius                       |      | II/P    | 17       | Besonderheit, eine zu- und abschaltbare Kopplung des oberen Manuals an ein Keyboard mit 176 Orgelregistern |
| 1865      | Barsinghausen           | Kloster Barsinghausen, Klosterkirche |      |         |          | Nicht erhalten |
| 1865      | Stederdorf (Peine)      | St. Petrus                           |      | II/P    | 13       | 1961 Renovierungsumbau durch Lothar Wetzel mit Umdisponierung |
| 1865–1866 | Ebstorf                 | Klosterkirche                        |      | II/P    | 20       | [ 33 ] |
| 1866      | Natendorf               | Kirche zu Natendorf                  |      |         |          | [ 34 ] |
| 1867      | Rehburg                 | St. Martini                          |      | II/P    | 15       | Am 30. Oktober 1865 Kostenvoranschlag durch Meyer; am 12. Mai 1866 Vertrag mit Meyer, der zwei weitere Register umfasste; 1986 Restaurierung durch Martin Haspelmath; nachdem die Kirchendecke abgesackt war und bereits auf der Orgel auflag, musste die komplette Einrichtung ausgebaut und die Kirche gesichert werden; 2000 technische Sanierung und klangliche Instandsetzung durch Orgelbau Bente; 12 Register erhalten |
| 1869      | Mariensee               | Klosterkirche St. Marien             |      | II/P    | 16       | restauriert 1995 |